# Квартичоло (Рим)
Квартичоло је насеље у Италији у округу Рим, региону Лацио.
Према процени из 2011. у насељу је живело 414 становника. Насеље се налази на надморској висини од 143 м.